# Struto
Struto je tepelně pojená netkaná textilie
Technologie Struto byla vyvinuta v 80. letech 20. století na Technické univerzitě v Liberci.
Ve 2. dekádě 21. století se zabývá výrobou strutových netkaných textilií několik českých firem, rozsah celosvětového použití technologie Struto není veřejně známý.

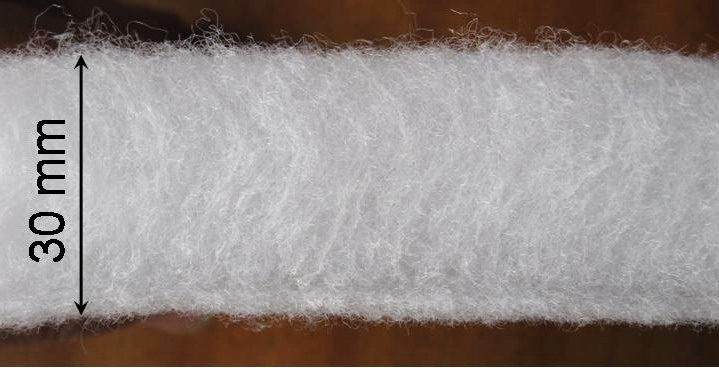
Vertikálně uložená vlákna technikou struto

## Princip technologie Struto
Pavučinka od mykacího stroje s příměsí vláken s nízkou tavitelností se klade s pomocí speciálního hřebene a proudu vzduchu mezi dopravní pás a drátěný rošt tak, že se tam tvoří rouno ze svisle postavených vláken (viz snímek vpravo). Rouno se zhušťuje postranním tlakem, prochází pak horkovzdušnou komorou, kde se vlákna vzájemně slepují a kompaktní textilní vrstva se po zchlazení řeže na požadovanou tloušťku.

## Výroba netkané textilie
Textilie struto se vyrábějí na agregátu, který sestává ze strojů na:
rozvolňování a mísení, mykání, tvorbu rouna, slepování vláken horkým vzduchem, chlazení, řezání a svinování hotového výrobku
Výrobní agregát pracuje s rychlostí do 70 m/min. Např. při 2,5 m pracovní šířky se může prakticky vyrobit až 500 kg/hod. plošné textilie.

## Struktura výrobku
Jako základní materiál se k výrobě struta používají umělá nebo přírodní vlákna s možnou příměsí vláken z recyklovaných textilií. Vlákenná směs musí nutně obsahovat určitý podíl materiálu s nízkou teplotou tání (např. polypropylenová nebo bikomponentní vlákna), který působí po změknutí v horkovzdušné komoře jako lepidlo.
Tloušťka hotové plošné textilie se seřezává na 18–35 mm, hustota bývá v rozmezí 7–50 kg/m3 při hmotnosti 120–1700 g/m2.

## Vlastnosti a použití struta
Textilie má vynikající odolnost proti únavě. Např. po mnohonásobném stlačení na polovinu tloušťky se vrátí do původní polohy.
Při poréznosti nad 98 % se vyznačuje velmi dobrými tepelnými a akustickými izolačními schopnostmi.
Použití: Náhrada za pěnové plasty v potazích sedadel a izolacích aut, a matrací